# Italochrysa falcata
Italochrysa falcata är en insektsart som beskrevs av Bo Tjeder 1966. Italochrysa falcata ingår i släktet Italochrysa och familjen guldögonsländor. Inga underarter finns listade i Catalogue of Life.